# Pere Millet i Maristany
Pere Millet i Maristany   (c. dècada del 1940), conegut al món de les curses com a Petrus, és un antic pilot de motociclisme català. Membre dels equips oficials de Montesa i d'OSSA, era especialista en resistència i en guanyà dos campionats estatals (el 1964 fent equip amb Carles Giró i el 1967, amb Luis Yglesias). Ambdós títols els aconseguí gràcies als seus bons resultats a les 24 Hores de Montjuïc.
Pere Millet practicà també amb èxit el motocròs (en fou subcampió d'Espanya de 125cc el 1961) i el tot terreny, modalitat en què pilotà l'OSSA Enduro.